# Wadotes
Wadotes – rodzaj pająków z rodziny lejkowcowatych. Obejmuje 11 opisanych gatunków. Występują we wschodniej części nearktycznej Ameryki Północnej.

## Morfologia
Pająki osiągające od 3,9 do 6,7 mm długości karapaksu. Jest on dłuższy niż szeroki, o lekko wyniesionej części głowowej, o barwie tła od żółtawobrązowej do ciemnorudobrązowej, rzadko porośnięty szczecinkami. Ośmioro oczu umieszczonych jest w dwóch prostych w widoku grzbietowym szeregach. Oczy pary przednio-środkowej są najmniejsze. Oczy par środkowych rozmieszczone są na planie szerszego z tyłu trapezu. Przysadziste, silnie zakrzywione, ciemnobrązowe szczękoczułki mają trzy zęby na krawędziach przednich, dwa na tylnych i żółtobrązowy guzek w części retrolateralnej. Warga dolna jest przewężona u podstawy. Dłuższe niż szersze sternum nie odbiega barwą od karapaksu. Kolejność par odnóży od najdłuższej do najkrótszej to: IV, I, II, III. Dłuższa niż szeroka opistosoma (odwłok) jest jasno- do ciemnoszarego koloru z sercowatym znakiem na przedzie i szewronami w tyle części grzbietowej. Porastają ją krótkie szczecinki.
Płytka płciowa samicy ma szypułkę i poprzeczną szczelinę za którą leży płytki, spłaszczony przedsionek, zakończony parą kieszonek, z których wychodzą długie i wąskie przewody kopulacyjne. Spermateki są podługowate, z krótkimi, zakrzywionymi przewodami zapładniającymi.
Nogogłaszczki samca mają cechują się dobrze wykształconą apofizą rzepki oraz cymbium z wklęsłością w bliższej połowie, odgraniczoną grzbietowo listewką zwieńczoną retrolateralnym wyrostkiem cymbialnym. Bulbus ma subtegulum z zesklerotyzowaną obręczą, miskowate tegulum, łyżkowatą z głębokim wcięciem na spodzie przedniej krawędzi apofyzę medialną, wydłużony i zaokrąglony radix, osadzony na szerokiej podstawie długi i smukły embolus, konduktor z półksiężycowatym sklerytem oraz apofizę terminalą o budowie charakterystycznej dla poszczególnych gatunków.

## Ekologia i występowanie
Przedstawiciele rodzaju występują we wschodniej części nearktycznej Ameryki Północnej, na wschód od rzeki Missisipi. Na północ docierają do Quebecu, wschodniego Ontario, Nowego Brunszwiku i Nowej Szkocji w Kanadzie, na południe zaś do środkowej Alabamy i Georgii.
Zasiedlają lasy liściaste, mieszane i iglaste oraz polany i przesieki. Bytują w ściółce, butwiejących kłodach i pniakach oraz pod porastającymi je korą i mchami oraz pod kamieniami i leżaniną, także na ich spodniej stronie. Konstruują rurkowate sieci długości kilku centymetrów z jednym lub większą ilością wejść.

## Taksonomia
Takson ten wprowadzony został w 1925 roku przez Ralpha V. Chamberlina. Jego całościowej rewizji dokonał w 1987 roku Robert G. Bennett. Wyniki analiz filogenetycznych metodą największej wiarygodności z 2022 i 2023 roku wskazują, że Wadotes zajmuje pozycję siostrzaną dla kladu obejmującego rodzaje Bifidocoelotes i Nesiocoelotes.
Do rodzaju tego należy 11 opisanych gatunków:
- Wadotes bimucronatus (Simon, 1898)
- Wadotes calcaratus (Keyserling, 1887)
- Wadotes carinidactylus Bennett, 1987
- Wadotes deceptis Bennett, 1987
- Wadotes dixiensis Chamberlin, 1925
- Wadotes georgiensis Howell, 1974
- Wadotes hybridus (Emerton, 1890)
- Wadotes mumai Bennett, 1987
- Wadotes saturnus Bennett, 1987
- Wadotes tennesseensis Gertsch, 1936
- Wadotes willsi Bennett, 1987